# Korsbrødregården

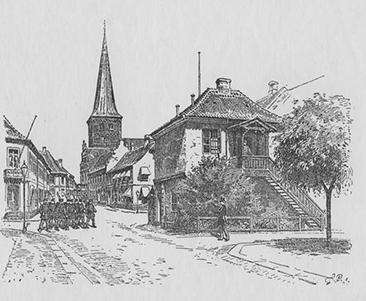
Die beiden Stufengiebel vor dem Turm der Vor Frue Kirke gehören zum Korsbrødregården

Der Korsbrødregården („Kreuzbrüderhof“, Johanniterhaus) ist ein gotischer Backsteinbau in der dänischen Stadt Nyborg, gelegen auf Fünen an der Westküste des Großen Belt. Das zweiflüglige Gebäude steht südlich der Vor Frue Kirke (Liebfrauenkirche).
Anfang des 15. Jahrhunderts erwarb Steen Basse, ein königlicher Lehensmann am Nyborger Schloss, das Eckgrundstück südlich der Kirche und ließ darauf sein gemauertes Privathaus errichten. Mithin ist der Korsbrødregården eines der ältesten weltlichen Häuser Dänemarks. 1441 schenkte er dann sein Anwesen den Johannitern der Niederlassung Antvorskov. Sie entsandten ein paar Ordensbrüder dorthin und behielten das Gebäude, bis zur Säkularisation ihres Ordenshauses in Antvorskov. Schon 1560 sollte der Korsbrødregården allerdings dem Zöllner von Nyborg als Wohnung zur Verfügung gestellt werden. Nach der Säkularisation von Antvorskov wurde das Johanniterhaus in Nyborg verschiedenen Bürgern der Stadt zur Nutzung überlassen. Ein Ratsherr kaufte es 1613 und ließ es grundlegend erneuern, wobei auch der Renaissancegiebel errichtet wurde. Ab 1647 war ein Bürgermeister Eigentümer und ließ es vergrößern. Die beiden Brandmauern haben noch heute Mauerkronen in der Gestalt von Stufengiebeln.